# Крутинский (Воронежская область)
Крутинский — посёлок в Таловском районе Воронежской области.
Входит в состав Нижнекаменского сельского поселения.

## Население
| 1859 | 1897 | 2010 |
| ---- | ---- | ---- |
| 554  | ↗583 | ↘0   |